# 26 mai 1965
Le mercredi 26 mai 1965 est le 146e jour de l'année 1965.

## Naissances
- Adam Parr, homme d'affaires et avocat britannique.
- Andy Bishop, coureur cycliste américain.
- Boucar Diouf, biologiste, océanographe, humoriste, conteur, chroniqueur et animateur de télévision québécois d'origine sénégalaise.
- Christophe Point, footballeur français.
- Friso Nijboer, joueur d'échecs néerlandais.
- Gjekë Marinaj, poète albano-américain, écrivain, traducteur, critique littéraire.
- Miri Regev, personnalité politique israélienne.
- Serge Daniel, journaliste béninois.
- Theofanis Kourembes, homme politique grec.
- Virginie Wagon, réalisatrice française.

## Décès
- Robert E. Alter (né le 10 décembre 1925), écrivain américain de roman policier, de science fiction et de littérature d'enfance et de jeunesse.

## Événements
- Début de Jeux sans frontières.